# Nörder-Högtjärnen
Nörder-Högtjärnen är en sjö i Åre kommun i Jämtland och ingår i Indalsälvens huvudavrinningsområde.